# Raikovți, Veliko Tărnovo
Raikovți (în bulgară Райковци) este un sat în comuna Veliko Tărnovo, regiunea Veliko Tărnovo,  Bulgaria. 

## Demografie
Componența etnică a satului Raikovți
     Bulgari (100%)
     Nicio identificare (0%)
     Altele (0%)
La recensământul din 2011, populația satului Raikovți era de 23 locuitori. Din punct de vedere etnic, toți locuitorii erau bulgari.